# Episcada sylpha
Espèce
Episcada sylpha est un insecte lépidoptère  de la famille des Nymphalidae, de la sous-famille des Danainae et du genre Episcada.

## Dénomination
Episcada sylpha a été décrit par Richard Haensch en 1905.

## Description
Episcada sylpha est un papillon d'une envergure d'environ 50 mm, à l'abdomen mince, aux ailes antérieures beaucoup plus longues que les ailes postérieures et à bord interne concave.
Les ailes sont transparentes avec de très fines veines marron et une bordure marron, alors que la cellule est entourée de jaune orangé.

## Écologie et distribution
Episcada sylpha est présent au Venezuela,.

### Protection
Pas de statut de protection particulier.